# Marguerite de la Sablière
Marguerite de la Sablière ([maʁɡ(ə)ʁit də la sablijɛʁ]ⓘ; c. 1640 – 8 januari 1693), was een Franse saloniste en polymath, vriendin en beschermvrouwe van Jean de La Fontaine. Ze was de vrouw van Antoine Rambouillet, sieur de la Sablière (1624-1679), een protestantse financier en dichter die belast was met het beheer van de koninklijke domeinen.

## Biografie
De la Sablière kreeg een uitstekende opleiding in Latijn, wiskunde, natuurkunde en anatomie van de grootste geleerden van haar tijd. Zo kreeg ze les wiskunde, natuurkunde en astronomie bij Joseph Sauveur en Gilles Personne de Roberval. Haar huis werd een ontmoetingsplaats voor dichters, wetenschappers en literatoren, maar ook voor briljante leden van het hof van Lodewijk XIV.
Vanaf ongeveer 1673 ontving de la Sablière La Fontaine in haar huis, die ze twintig jaar onder haar vleugel nam. Ook reiziger en arts François Bernier kwam er wonen. Zijn samenvatting van de werken van Gassendi werd geschreven voor Mme de la Sablière.
Nicolas Boileau-Despréaux bespotte haar wetenschappelijke pretenties in zijn Satire contre les femmes. Ze werd afgebeeld met een astrolabium, en haar pogingen om Jupiter te observeren werden afgeschilderd als iets wat haar zicht verzwakte en haar teint ruïneerde. Als antwoord verdedigde Charles Perrault  haar in  Apologie des femmes.
La Fare verkocht zijn aanstelling in het leger om tijd met haar door te kunnen brengen. Deze relatie, die uiteindelijk de enige serieuze passie in haar leven bleek, eindigde in 1679.
Mevrouw de la Sablière besteedde vanaf dat moment steeds meer aandacht aan liefdadigheid en bracht veel van haar tijd door in het ziekenhuis voor ongeneeslijke zieken. Wellicht speelde de dood van haar echtgenoot in datzelfde jaar tot haar bekering tot het rooms-katholicisme. Ze stierf op 8 januari 1693 in Parijs.

## Melk in thee
De la Sablière zou als eerste de gewoonte gehad hebben om melk in haar thee te doen in haar salon, naar verluidt om te voorkomen dat haar theekopjes zouden barsten. 

## Publicaties
- de la Sabliere, Marguerite (1705). Reflexions ou Sentences et Maximes morales de Monsieur de la Rochefoucault.

- Biblioteca Nacional de España: XX1685444
- Bibliothèque nationale de France: cb17030253w (data)
- Gemeinsame Normdatei: 1130814777
- International Standard Name Identifier: 0000 0003 5846 9568
- Library of Congress Control Number: no2019031275
- Nationale Bibliotheek van Israël: 987007420616205171
- Nederlandse Thesaurus van Auteursnamen: 070428921
- Istituto Centrale per il Catalogo Unico: TO0V498363
- Système universitaire de documentation: 123963451
- Trove: 1077567
- Virtual International Authority File: 204956620
- WorldCat: E39PBJvCVpRxhrW9Rt4Rdp8V4q

1. ↑  Wilson, Katharina (1991). An Encyclopedia of Continental Women Writers. Taylor & Francis, p. 1086. ISBN 9780824085476.